# Браун, Эверетт
Э́веретт Джи Бра́ун (англ. Everett G. Brown; 1 января 1902, Смит, Техас, США — 14 октября 1953, Лос-Анджелес, Калифорния, США) — американский актёр.

## Биография и карьера
Эверетт Джи Браун родился 1 января 1902 года в округе Смит (штат Техас, США).
Браун снялся более чем в 40 голливудских фильмах в период с 1927 по 1953 год. Большинство его ролей были небольшими и он часто не был указан в титрах. Он часто играл туземцев или рабов, наиболее запомнившись по роли Большого Сэма, добросердечного бригадира Тары, в «Унесённых ветром» (1939). Он также сыграл роль второго плана в «Конго Мэйси» с Энн Сотерн и афроамериканца в костюме обезьяны в классическом «Кинг-Конге».
Браун ушёл из киноиндустрии в 1940 году, а затем вернулся в 1949 году и сыграл ещё в четырёх фильмах до своей ранней смерти 14 октября 1953 года на 52-м году жизни. Он похоронен на кладбище «Эвергрин» в Лос-Анджелесе.

## Избранная фильмография
| Год  |   | Русское название         | Оригинальное название             | Роль                              |
| ---- | - | ------------------------ | --------------------------------- | --------------------------------- |
| 1932 | ф | Маска Фу Манчу           | The Mask of Fu Manchu             | Раб                               |
| 1932 | ф | Я — беглый каторжник     | I Am a Fugitive from a Chain Gang | Сеастьян Ти Йель                  |
| 1933 | ф | Кинг-Конг                | King Kong                         | Афроамериканец в костюме обезьяны |
| 1934 | ф | Тарзан и его подруга     | Tarzan and His Mate               | Носильщик                         |
| 1936 | ф | Человек с равнины        | The Plainsman                     | Чёрный мужчина                    |
| 1937 | ф | Ничего святого           | Nothing Sacred                    | Полицейский                       |
| 1938 | ф | Город мальчиков          | Boys Town                         | Черномазый                        |
| 1939 | ф | Унесённые ветром         | Gone with the Wind                | Большой Сэм, бригадир             |
| 1941 | ф | Тайное сокровище Тарзана | Tarzan's Secret Treasure          | Афроамериканец в лодке            |
| 1949 | ф | Верёвка из песка         | Rope of Sand                      | Начальник Бацумы                  |